# 最高裁判所 (日本)
最高裁判所（さいこうさいばんしょ、Supreme Court of Japan）は、東京都千代田区隼町4番2号にある、日本における司法府の最高機関。日本国憲法で存在が規定され、裁判所法に基づき構成される。略称は、最高裁（さいこうさい）。

## 概要
最高裁判所は、日本国憲法が施行された1947年5月3日に、日本国憲法および同日に施行された裁判所法に基づき設置された、日本の司法機関における最高機関である。
最高裁判所裁判官は、最高裁判所長官1人と最高裁判所判事14人の15人で構成される。
最高裁判所は、訴訟に関する手続、弁護士、裁判所の内部規律及び司法事務処理に関する事項について最高裁判所規則を制定する権限（憲法77条1項）、下級裁判所裁判官を指名する権限（憲法80条1項）、最高裁判所の職員ならびに下級裁判所およびその職員を監督する権限を持つ（裁判所法80条1号）。
最高裁判所における司法行政は、全員の裁判官で構成する裁判官会議により行われるとされている（裁判所法第20条）。
最高裁判所は、日本国内の裁判事件の、上告及び訴訟法が定めている抗告について、最終的な判断を下し、法令解釈の統一を図る権限を持つ。さらに、法令の憲法適合性について決定する終審裁判所となる（憲法81条）。このため、最高裁判所は「憲法の番人」と称されることもある。

### 表記・名称

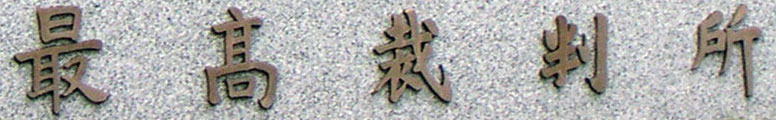
最高裁判所庁舎の銘板

「最高裁判所」の漢字表記は通例常用漢字を用いるが、最高裁判所庁舎に掲げられている銘板には、「最髙裁判所」と、はしご高で書かれている。
略称は、一般には「最高裁」が通用するが、法曹界ではさらに簡略化し「最高」とも呼ばれる。また、庁舎が三宅坂（みやけざか）に面していることから、所在地から「三宅坂」という通称もある。このほか、庁舎の特徴的で威圧的な外観や行政権力者側に片寄った裁判の運営方針などから、法曹関係者や法律学者からは揶揄的・否定的な意味合いを込めて「奇巌城」「奇岩城」などと呼ばれることもある。

## 沿革

### 戦前
- 1869年（明治2年）- 5月22日、明治新政府が新設した太政官制に基づき、それまでの刑法官監察司に代わる監察機関として弾正台が設置された。江戸時代までの法廷はお白洲であったことから、当時の裁判所は、裁判官と検察官が同じ庁舎に勤務しており、判検一体の状態であった。
- 1871年（明治4年） - 刑部省と弾正台が統合され司法省が設置された（初代司法卿は江藤新平）。8月23日、東京府庁内に司法二等裁判所が設置され、裁判権が東京府から司法省へ引き渡された。12月26日には太政官布告第677号「東京裁判所を置く」が公布された[3][4]。
- 1872年（明治5年） - 司法省が関東地方から近畿地方にかけて18の裁判所を設置した。また同年から1876年にかけて、東北地方から九州地方までの範囲に裁判所を設置した。
- 1875年（明治8年） - 判事と検事が分離され、裁判所には判事のみが所属するものとされた。終審の司法裁判所として、大審院が設立された。
- 1880年（明治13年） - 近代的な治罪法（刑事訴訟法）が施行された。
- 1884年（明治17年） - 判事登用規則が設置され司法試験の前身となる試験制度が発足した。
- 1885年（明治18年） - 日本政府が太政官制から内閣職権制に移行[注釈 2]。
- 1886年（明治19年） - 文書や貨幣の偽造・詐欺に関する判例を多く制定[5][注釈 3]。
- 1889年（明治22年） - 日本政府が内閣職権制から内閣官制に移行。
- 1890年（明治23年） - 2月10日、大日本帝国憲法より先に裁判所構成法が公布（11月1日施行）。大審院以下、控訴院・地方裁判所・区裁判所が、また併せて行政裁判所や軍法会議、皇室裁判所が設置。判事、検事および裁判所書記は公開法廷での制服の着用が規定された。治罪法が廃止され刑事訴訟法が施行された。旧民法が公布されるもお雇い外国人らによる民法典論争が発生した。
- 1894年（明治27年） - 法曹三者の任意団体である法曹会が結成され、法令規定の解釈論集として法曹会決議などの発表を開始した[6]。
- 1896年（明治29年） - 民法典論争が終わり、旧民法が施行されないまま廃止され現行の民法が施行された。大審院庁舎が完成した。
- 1902年（明治35年） - 大審院の事実審としての役割を廃止して法律審とし、控訴院など原審がした事実認定に対する不服の上告を禁じることを判例で宣言[注釈 4]。
- 1909年（明治42年） - 大韓帝国に統監府裁判所（後の朝鮮総督府裁判所）を設置した。
- 1921年（大正10年） - 司法省が外国法の研究論文シリーズ「司法資料」の刊行を開始した。
- 1922年（大正11年）- 起訴便宜主義が法制化される。調停制度も発足し[8]、翌年の関東大震災の借家借地紛争に活用される。
- 1923年（大正12年） - 陪審法により、刑事事件について陪審員が評議を行う陪審制が定められた（1943年に停止）。
- 1945年（昭和20年） - 東京大空襲により、3月10日、大審院庁舎が外壁のみを残し全て焼け落ち、皇居大手門内の旧枢密院庁舎を仮庁舎として使用しはじめた。

### 戦後
- 1947年（昭和22年） - 4月、裁判所法と検察庁法が公布。5月3日、日本国憲法および裁判所法の施行により司法省と大審院が廃止され、司法省がもっていた司法行政権と大審院がもっていた裁判権を併せ持つ国の機関として、最高裁判所が設立された。大審院が廃止されて最高裁判所が創設される過程の緊急措置[注釈 5]が規定され、8月に本格的に発足した。特別裁判所の設置は禁じられた（憲法76条2項）。最高裁判所の下には、高等裁判所・地方裁判所・簡易裁判所が設置された。9月、東京地方裁判所庁舎（旧民事地方裁判所庁舎）の3〜4階に移転した。
- 1949年（昭和24年） - 1月、最高裁判所の下に家庭裁判所を設置した。旧大審院庁舎の復旧が完了し、本庁舎として移転。また、最高裁判所は、「裁判官の制服に関する規則」を設置し、新しい制服（法服）を導入した。
- 1959年（昭和34年） - 砂川事件最高裁判決。統治行為論を採用。
- 1965年（昭和40年） - 最高裁規則制定諮問委員会規則を改正し、委員会から参議院議員・衆議院議員を排除した。
- 1973年（昭和48年） - 尊属殺人重罰規定違憲判決。初の法令違憲判決。
- 1974年（昭和49年） - 3月、新庁舎が竣工。5月23日、「最高裁判所庁舎落成記念」として額面20円の切手が発行された。
- 1975年（昭和50年） - 薬事法違憲判決。
- 1987年（昭和62年） - 共有林分割制限規定違憲判決。
- 1997年（平成9年）  - 愛媛靖国神社玉串料違憲判決。政教分離に関する初の違憲判決。
- 1998年（平成10年） - 民事訴訟法の改正により、民事事件においては、上告制度に加え、原判決に判例違反がある民事事件や、法令の解釈に関する重要な事項を含む民事事件について、上告受理制度を導入。
- 2002年（平成14年） - 郵便法違憲判決。
- 2003年（平成15年） - 下級裁判所裁判官指名諮問委員会を設置。
- 2005年（平成17年） - 在外邦人選挙権制限違憲判決。
- 2008年（平成20年） - 国籍法違憲判決。
- 2009年（平成21年） - 内閣の司法制度改革推進本部の方針に基づき、特定の刑事裁判について裁判員制度を導入[9]。
- 2013年（平成25年） - 非嫡出子相続分差別違憲決定。
- 2015年（平成27年） - 再婚禁止期間違憲判決。
- 2016年（平成28年） - 行政不服審査法に基づき、最高裁判所行政不服審査委員会を設置。
- 2022年（令和4年）  - 在外邦人国民審査権制限違憲判決。
- 2023年（令和5年）  - 性同一性障害特例法違憲決定。
- 2024年（令和6年）  - 旧優生保護法違憲判決。

## 構成と組織

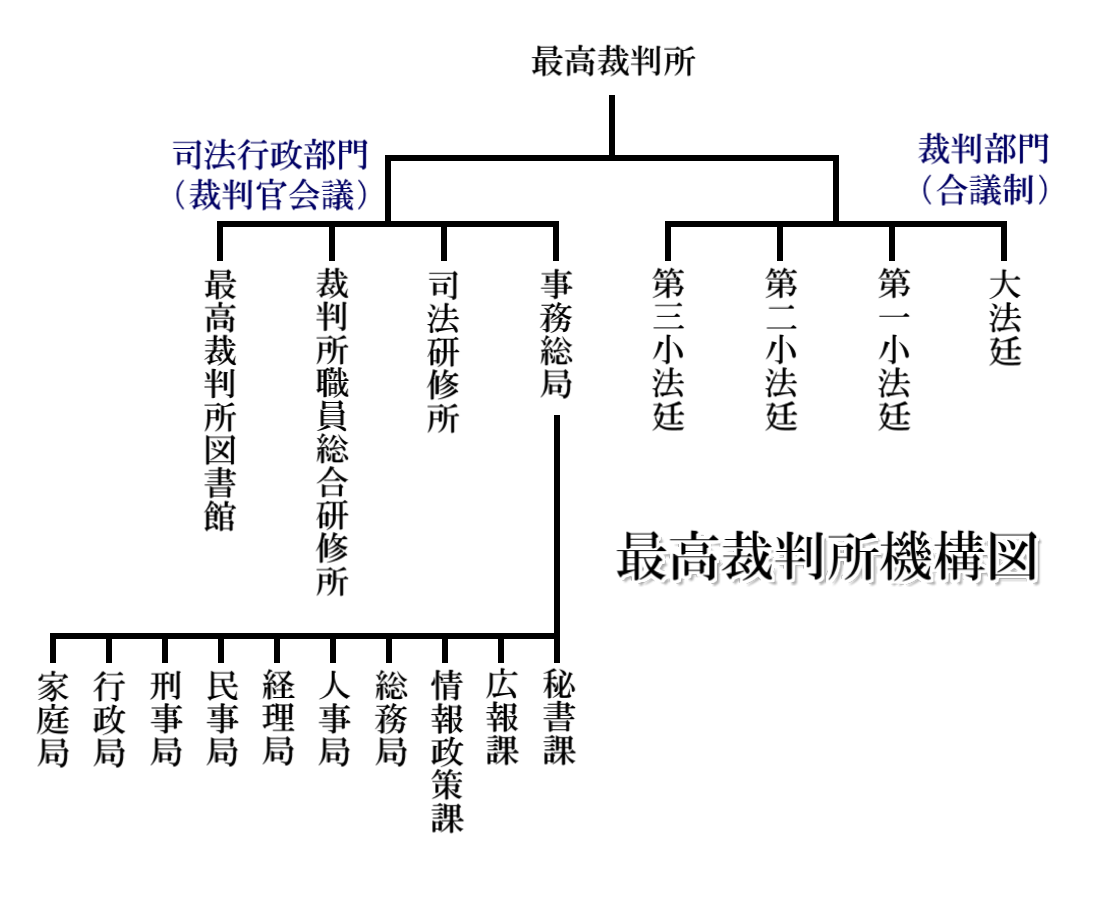
最高裁判所の機構図

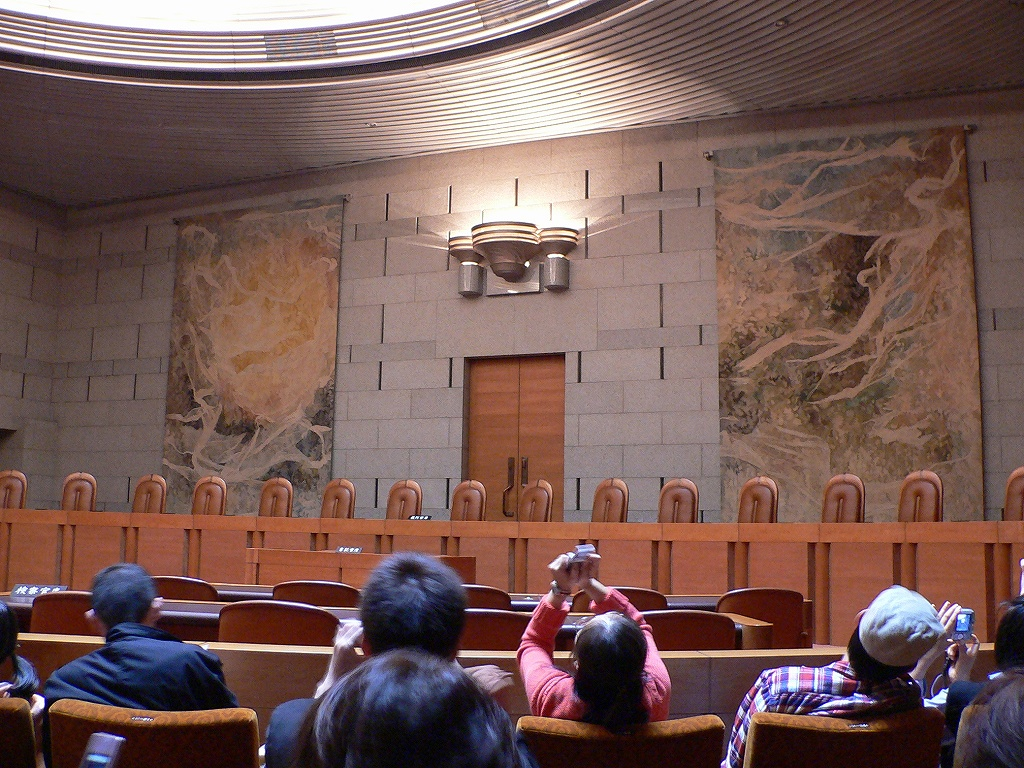
最高裁判所大法廷

最高裁判所は、最高裁判所長官、大法廷・小法廷からなる裁判部門、また、司法行政部門で構成されている。司法行政部門は、最高裁判所事務総局、司法研修所、裁判所職員総合研修所、最高裁図書館、および委員会・検討会等で構成されている。
最高裁判所においては書面審理を中心とした法律審が基本のため、証言台が存在しない（ただし、人事官の弾劾裁判は最高裁判所の大法廷で一審制として開かれることになっており、大法廷が国家公務員法に定める弾劾事由があるかどうか証拠調べをする際に証人を呼ぶ必要が生じた場合は、理論上は最高裁判所の法廷で証言台が必要となる）。

### 最高裁判所長官
最高裁判所長官は、内閣の指名に基づき、天皇によって任命される。

### 最高裁判所裁判官
最高裁判所判事は内閣が任命し、天皇がその任免を認証する。最高裁判所裁判官の定年は70歳である（日本国憲法第79条第5項、裁判所法50条）。
裁判部門は、最高裁判所長官および最高裁判所判事全員で構成される大法廷と、最高裁判所の定める員数の最高裁判所裁判官で構成される小法廷があり、上告および訴訟法において特に定める抗告について裁判権を有する（裁判所法第7条）。
また、「当事者の主張に基いて、法律、命令、規則又は処分が憲法に適合するかしないかを判断するとき（意見が前に大法廷でした、その法律、命令、規則又は処分が憲法に適合するとの裁判と同じであるときを除く）」は、「前号の場合を除いて、法律、命令、規則又は処分が憲法に適合しないと認めるとき」、「憲法その他の法令の解釈適用について、意見が前に最高裁判所のした裁判に反するとき」については、小法廷では裁判をすることができない（裁判所法10条）（つまり、最高裁判所の先例を変更する場合は最高裁判所判事全員の出席する大法廷で取り扱わねばならない）。
最高裁判所の裁判官は任命後初めて行われる衆議院議員総選挙の際に最高裁判所裁判官国民審査（国民審査）に付され、審査から10年を経過した後の衆議院議員総選挙の際に再審査に付され、その後も同様とすると定められている（日本国憲法第79条第2項）。
あらゆる事件を扱うために、民事、刑事、行政の各分野に分かれて法廷を補佐する最高裁判所調査官が配置されている。最高裁判所調査官は上告された裁判の記録を読み、最高裁判所判事に答申することを職務とする。最高裁判所は裁判官が15人と少ないため、最高裁判所調査官はその人的リソースを補う効果を有するが、法律によって最高裁判所への上告が制限され、最高裁判所において実質的に審理を行う必要性がないと判断される事件を選別していることから、最高裁判所の裁判官ではなく調査官によって上告審の裁判がなされていると批判されることもある。

### 最高裁判所事務総局
最高裁判所の司法行政権及び規則制定権は、法律上は、裁判官会議の議決により行使されるが、これを補佐し、最高裁判所の庶務を執行する機関として、最高裁判所事務総局が置かれている。
各委員会の審議に基づき、裁判所における訴訟手続や司法事務処理に関する事項等について、最高裁判所規則を定める権限も有している。ただし規則の公開は、一部分に限られている。
実質的には、日本国内の下級裁判所を統制する司法行政部門である。

### 最高裁判所各委員会等
法令や最高裁判所規則に基づき、委員会・研究会・検討会・懇談会が設置されている。公開されている限りでは、2024年4月現在、次のとおりの委員会等が存在する。
- 民事規則制定諮問委員会
- 刑事規則制定諮問委員会
- 家庭規則制定諮問委員会
- 一般規則制定諮問委員会
- 司法修習委員会
- 簡易裁判所判事選考委員会
- 医事関係訴訟委員会
- 建築関係訴訟委員会
- 下級裁判所裁判官指名諮問委員会
- 明日の裁判所を考える懇談会
- 裁判員制度の運用等に関する有識者懇談会
- 裁判の迅速化に係る検証に関する検討会
- ハンセン病を理由とする開廷場所指定の調査に関する有識者委員会
- 最高裁判所行政不服審査委員会
- 最高裁判所長官公邸の整備に関する有識者委員会
- 情報公開・個人情報保護審査委員会
- 記録の保存の在り方に関する委員会

### 司法研修所
裁判官・検事・弁護士の法曹三者を養成する機関である。

### 裁判所職員総合研修所
裁判官以外の裁判所職員の研修を行う機関である。

### 最高裁判所図書館
国立国会図書館の支部図書館であり、国内外の法律関係の書籍を蔵書している。最高裁判所庁舎の4階、5階、及び屋根裏階に位置する。特別利用者（弁護士、法律学を担当する大学教授、裁判所に設置された委員会の委員、司法修習生等）と一般利用者との区別があり、2022年12月現在、一般利用者に許可されているのは閲覧と謄写のみであり、貸出しはされない。利用するには前日までに予約が必要である。

## 判決文・判例の特徴

### 判例の権威
最高裁判所は日本の法令解釈適用について統一をはかる最終審の裁判所として設置されている。裁判所法4条では「上級審の裁判所の裁判における判断は、その事件について下級審裁判所を拘束する」とされているのに、その判決に当該事件を離れて他の事件に対しても判例としての権威が認められるのは、他の事件に対してもその判決がもつ価値体系整合性によるとされる。最高裁判所の判例の拘束力の由来する根拠は、中央集権化された国家により独占されている司法機構には国家の国民に対して存する権威の反映として裁判所の権威が存在するからであり、司法権の独立を強固にするため司法の判断として最高裁判所に対して国民がそれに権威をあたえる（裁判所外の機関の干渉を遮断し三権分立をまもらせる）ためと説明される。最高裁判所の判決が判例としても強力な権威（最高裁の判決の強い「先例としての事実上の拘束性」）を持つことは、判例違背が上告理由とされていたり、最高裁判所は憲法その他の法令解釈適用についての意見が前に最高裁判所のした裁判（先例）に反するときは、大審院当時の司法実務（大審院が以前の判決と異なる判断を下すときは民事総部もしくは刑事総部の連合部で取り扱う…裁判所構成法49条）を踏襲し、最高裁判所判事15人全員の大法廷で取り扱わねばならない（裁判所法10条3号）とするなど、法制上においても前提になっている。

### 個別意見の扱い
最高裁判所の判決文には、判決となった多数意見と別に、裁判官それぞれの個別意見が表示されることがある（裁判所法第11条）。個別意見には一般に、補足意見、意見、反対意見がある。
※ 補足意見とは、多数意見に賛成であるが、意見を補足するもの。
※ 意見とは、多数意見と結論は同じであるが、理由付けが異なるもの。
※ 反対意見とは、多数意見と異なる意見をいう。
※ 追加反対意見とは、反対意見にさらに補足するもの。

### 判例の編纂方法
日本では、判例集の編纂は、最高裁判所自身が判例委員会によって行っている。原則月1回出版されており、最高裁判所民事判例集、最高裁判所刑事判例集等がある。ただし、訴訟法に関する判例集や解説集・索引は、裁判所からも法学会からも殆ど出版されていない。
裁判所公式サイトでは、最高裁判例集、高等裁判所判例集。下級裁判所判例集、行政事件裁判例集、労働事件裁判例集、知的裁判判例集を検索することができる。

## 庁舎

### 戦後
- 枢密院議事堂
- 東京地方裁判所庁舎内
- 大審院庁舎復旧[16] - 現在、跡地には、東京高等地方簡易裁判所合同庁舎が建設され、東京高等裁判所・東京地方裁判所本庁他・東京簡易裁判所刑事部が入居している。

### 現庁舎
裁判所法6条の「東京都にこれを置く」という条文により、所在地が規定されている。現在の立地は、元は米国駐留軍のパレス・ハイツ宿舎の敷地。
1965年（昭和40年）9月に最高裁判所規則により発足した庁舎新営審議会（川島正次郎会長、委員32人）は、欧米各国最高裁判所庁舎の視察調査を行い、1968年4月には公開建築設計競技を開催した。
参加作品217件の中から建築家岡田新一の設計案が採用された。石材には花崗岩が使用され、1974年（昭和49年）に竣工。総工費は約126億円。建物は、日本建築学会賞を受賞している。
大法廷に続くホールには正義の女神ユースティティアのブロンズ像があるが、目隠しがされていないものである。最高裁判所に接する三宅坂交差点の区立三宅坂小公園の《平和の群像》は、日本電報通信社が建立したものである。
庁舎の地下にはコンビニエンスストアがある。
最高裁の構内は厳重に警備されており、部外者の立ち入りは、最高裁に用務があり、かつ最高裁の許可を受けた者（検察官・弁護士・傍聴人など）に限定されている。
※ 最高裁を除く下級裁判所の構内立ち入りは、セキュリティチェックを受ければ原則として自由である。

## 報酬
戦後は日本国憲法により、裁判官の給与は在任中減額することができないと規定された（第80条2項）。裁判官はかつては公務員の中で最も給与が低い部類に属していたが、1947年の山口良忠判事の餓死を背景に引きあげられた。

## 交流

### 国際交流
最高裁判所は、他国の裁判官や学者などとの交流を盛んに行っている。かねてから、アメリカ合衆国やヨーロッパ諸国に裁判官などを留学させて他国の法制度を調査・研究させたり、それら国の裁判官などの訪問を受け入れたりしてきたが、近年ではアジア諸国からの訪問も増えている。これは、アジアで最初に近代的な司法制度を確立した日本に学びたいという各国の意向を反映してのことであり、日本による法整備支援活動への協力という枠組みで行われることも少なくない。
また、法整備支援への協力の一環として、現役の裁判官を、法整備支援の長期専門家としてベトナム、カンボジアといった国に年単位で派遣することも行われている。
2010年には、ロシア連邦最高仲裁裁判所の副長官ら6人が、知的財産高等裁判所を訪問した。
なお、アジア太平洋地域の国や地域の最上級裁判所のトップが一堂に会し、司法に関する共通の諸問題を話し合うことを目的とするアジア太平洋最高裁判所長官会議が2年ごとに開催されており、日本の最高裁判所もこの会議に参加している。
2015年には、アメリカ合衆国最高裁判所長官が34年ぶりに来日した。

### 広告
- 2022年、調停制度100周年を広報した[注釈 9]。

## 不祥事など
- 1963年12月17日 - 裁判所がした仮登記仮処分命令のために556人の農家所有の60坪の土地が内密に譲渡される被害があった日本地所造成問題について、最高裁判所事務総局の寺田治郎らが法務委員会において答弁を行った[29]。
- 裁判員制度の準備期間に新聞社と共同で国民の意見を聴取する「裁判員制度全国フォーラム」を主催したが、国民の意見を装った「やらせ発言」が105回行われていたことや[30]、2001年から2005年まで広告代理店などに支払われた費用が19億円6000万円、2005年から2006年にかけて随意契約として電通など14社に21億6000万円が支払われたことなどが問題視された[31]。
- 2019年7月 - 事務総局秘書課の男性事務官（40代）が7月4日、JR総武本線錦糸町駅のエスカレーターで、かばんの中にあった小型カメラを使い、女性のスカート内を盗撮した。8月29日、東京区検察庁は東京都迷惑防止条例違反の罪で、男性事務官を略式起訴。東京簡易裁判所は同日、罰金50万円の略式命令を出した[32]。
- 2019年7月 - 事務総局秘書課の男性事務官（36歳）が7月13日午前1時ごろ、新宿区のマンションで女性（20代）が暮らす部屋に小型カメラを先端につけた棒状のものを差し向け、盗撮した。カメラに気付いた女性が110番通報した。駆けつけた警視庁牛込警察署員が近くにいた男性事務官に事情を聴いたところ、盗撮を認めたため、都迷惑防止条例違反容疑で男性事務官を逮捕[33]。12月5日、東京地方裁判所は東京都迷惑防止条例違反と住居侵入の罪に問われた元男性事務官に対し、懲役1年6月、執行猶予4年（求刑懲役1年6月）を言い渡した[34]。

## 裁判記録の廃棄
- 2019年8月 - 共同通信が代表的な判例集に掲載された憲法判例137件について調査した結果、86パーセントに当たる118件の事件記録が廃棄されており1件は不明であることが判明した[35]。歴史的な憲法裁判の審議の検証が永久に不可能となったことで当局は批判を受け、永久保存（特別保存）とする記録につき「主要日刊紙のうち2紙以上に判決などの記事が掲載された事件」という数値基準を示した[36]。
- 2022年10月、最高裁が特別保存（永久保存）とした重大少年事件の記録のうち、1997年の神戸連続児童殺傷事件や、2004年の佐世保女子高生殺害事件等の刑事事件記録が廃棄されていたことが発覚した[37]。2023年5月に発表した調査報告書で最高裁は「後世に引き継ぐべき記録を失わせた」とし、「国民の皆様におわびする」と謝罪した[38]。